# Wolf Kahler
Wolf Kahler, född 3 april 1940 i Kiel, är en tysk skådespelare.
Kahler har medverkat i många TV-program och filmer, och har tack vare sin härkomst, sin längd och sina blå ögon ofta fått spela nazist eller andra osympatiska tyska roller. Bland hans roller märks den som Colonel Dietrich i Steven Spielbergs Jakten på den försvunna skatten (1981).